# Rousskaïa Starina
Rousskaïa Starina (Русская старина, « Antiquité russe ») est une revue d'histoire et de littérature en langue russe, mensuelle, publiée à Saint-Pétersbourg de 1870 à 1918.

## Histoire
Le fondateur est Mikhaïl Semevski (1837–1892), un historien amateur, dont l'œuvre est poursuivie par ses successeurs jusqu'en 1918. Parmi les contributeurs de la revue figurent Ivan Zabeline, Dmitry Ilovaysky (en) et Nikolaï Kostomarov.
Rousskaïa starina a publié les pages inédites d'Eugène Onéguine, des Âmes mortes,  des mémoires d'Andrey Bolotov (en) et du journal de Wilhelm Küchelbecker.
En 1880, un autre historien amateur, Sergueï Choubinski, a créé une publication rivale, Le Messager historique.

### Page liée
- Samowar

### Sources
- Encyclopédie Brockhaus et Efron